# Нике (мини-футбольный клуб)
«Нике» — мини-футбольный клуб из Днепропетровска, бронзовый призёр чемпионата Украины и обладатель кубка страны в сезоне 1993/94.
Весной 1993 года в днепропетровском спорткомплексе ДХТИ проходили матчи зонального турнира кубка Украины по мини-футболу. Хозяином турнира стал местный клуб «Нике» под руководством тренера Александра Лизавенко, ранее возглавлявшего другой днепропетровский клуб ДХТИ, становившийся финалистом кубка страны и серебряным призёром чемпионата Украины. Выиграв шесть матчей из шести, «Нике» занял первое место в группе и выходит в следующий этап розыгрыша кубка. Во втором групповом турнире, проходившем также в Днепропетровске, «Нике» вышел в двойку сильнейших команд четвёртой зоны и получил право участия в финальном турнире. В решающих матчах, проходивших 14-18 июня в Киеве, «Нике» не удалось выйти в полуфинал. В состав команды входили Игорь Лещук, Юрий Миргородский, Михаил Уфимцев, Сергей Художилов, Александр Сорокалет, Александр Вобликов, Сергей Москалюк, Алексей Ерёменко, Сергей Заровнятных, Сергей Федоренко, Александр Москалюк, Станислав Ильенко.
Чемпионат Украины 1993/94 «Нике» начал успешно, по итогам первого группового турнира занимая первое место среди 16 команд. Во втором круге пропустил вперёд киевский «Слид» и запорожскую «Надежду» и завоевал по итогам турнира бронзовые медали.
Наивысшим достижением команды стала победа в кубке страны 1993/94. На пути к финалу были обыграны «СКИФ-Силекс» (5:4), «Водеяр» (4:2), «Янус-Донбасс» (5:1) и «Механизатор» (5:4). В финальном матче «Нике» под руководством тренеров Ивана Вишневского и Александра Лизавенко обыграл запорожскую «Надежду» со счётом 5:1. Голы у победителей забили Алексей Ерёменко, Михаил Уфимцев (2), Сергей Федоренко и Сергей Заровнятных. Обладателями кубка в составе «Нике» стали Евгений Заикин, Виктор Бицюра, Алексей Ерёменко, Виктор Консевич, Михаил Уфимцев, Сергей Федоренко, Сергей Заровнятных, Юрий Миргородский, Сергей Москалюк, Александр Москалюк и Сергей Художилов. Лучшим защитником турнира признан Юрий Миргородский, а автором лучшего мяча — Александр Москалюк.
Вторым и последним сезоном «Нике» в чемпионате Украины становится сезон 1994/95. Команда занимает одиннадцатое место из четырнадцати.